# Ochsenkopf-Proterobas

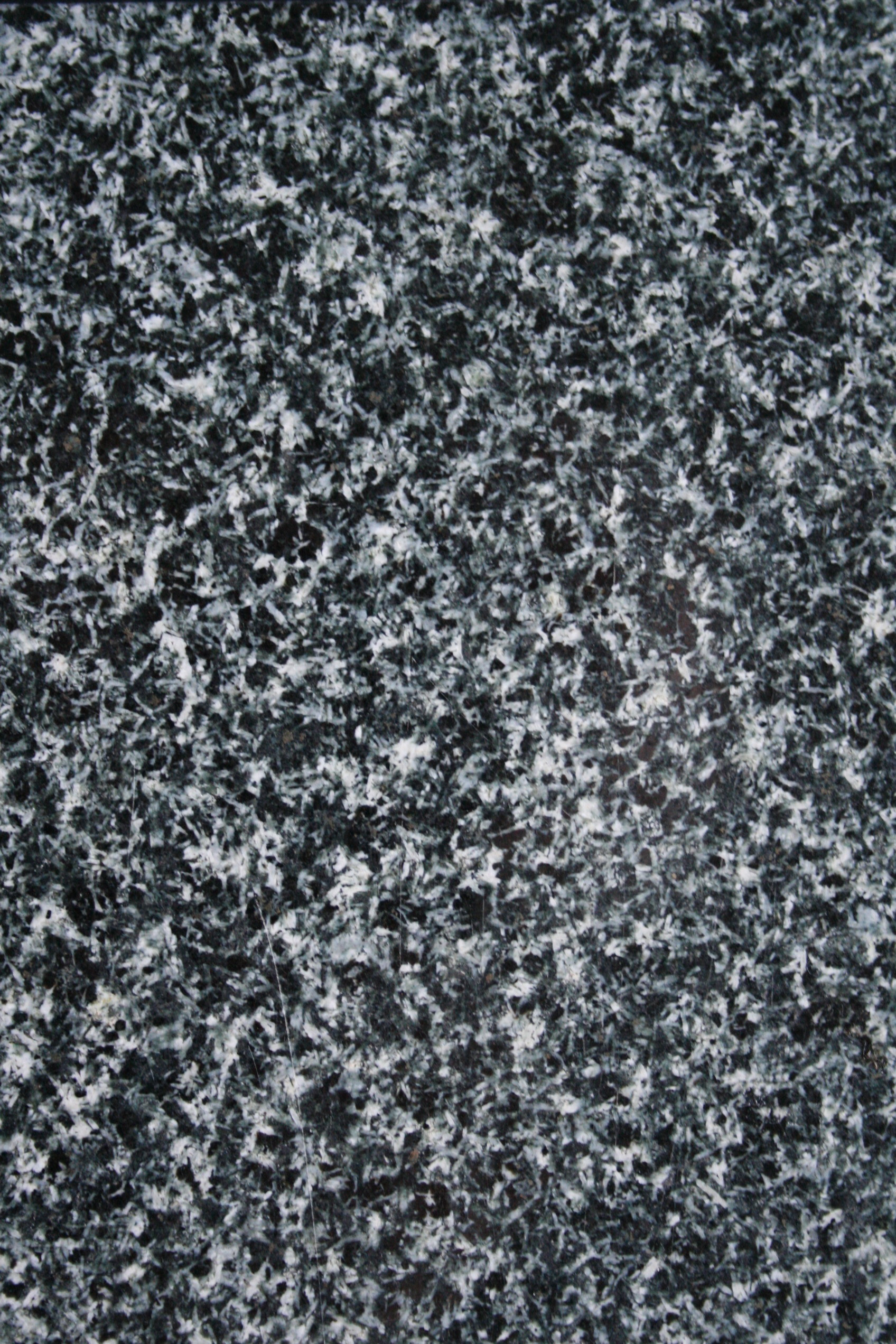
Proterobas aus dem Fichtelgebirge. Muster ca. 22×15 cm

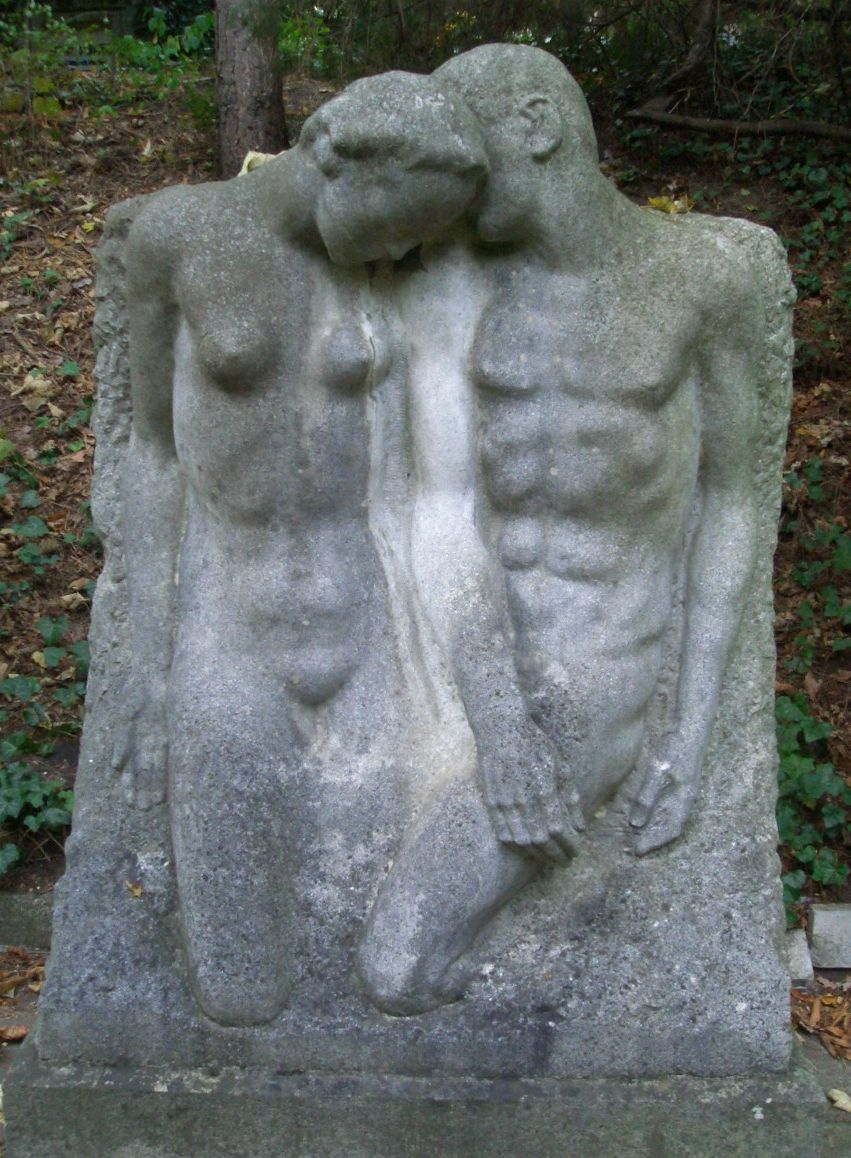
Proterobas-Skulptur von Josef Thorak, entstanden um 1928 (Grablege Franz Ullstein, Friedhof Heerstraße)

Ochsenkopf-Proterobas, auch Ochsenkopf, Grünstein, Fichtelgebirgsporphyr oder Grün-Porphyr genannt, ist ein Lamprophyr, ein basisches Ganggestein. Der dunkelgrüne Ochsenkopf-Proterobas wurde bis 2009 am gleichnamigen Berg Ochsenkopf im Fichtelgebirge gebrochen. 

## Geologie, Gesteinsbeschreibung und Mineralbestand
Entstanden ist der Proterobas im Perm. Es handelt sich um einen Lamprophyr, ein feinkörniges Ganggestein, das nach seiner Entstehung eine schwache Metamorphose durchlaufen hat.
Weiße Plagioklase befinden sich in einer grünen Masse aus Pyroxen und Amphibol. Die Grünfärbung wird durch Chlorit und Serpentin verursacht. Teilweise kommt Pyrit vor. Es handelt sich beim Proterobas um ein mittelkörniges, dunkelgrün-weiß gesprenkeltes Gestein. 
Proterobas enthält Plagioklas mit 49 Prozent, Muskovit, Chlorit und Serpentin 15 Prozent, Pyroxen 16 Prozent, Erze 8 Prozent, Hornblende 4 Prozent, Biotit und Quarz je 3 Prozent. Akzessorien sind mit insgesamt 2 Prozent Epidot/Zoisit, Rutil und Apatit.

## Namensgebung
Der Ochsenkopf-Proterobas wurde mit unterschiedlichen Namen bezeichnet. Früher wurden Diabase als Grünsteine bezeichnet. Der Name Fichtelgebirgsporphyr geht auf die porphyrartige Anordnung der Minerale im Gestein zurück. Er ist gesteinskundlich betrachtet kein Porphyr, sondern ein Basalt beziehungsweise ein Metabasalt, ein Diabas.

## Vorkommen
Der Proterobas durchzieht einen Fels zwischen Bischofsgrün und Fichtelberg als Gang, der sich in einer Länge von etwa 8 km und einer Breite von 5 bis 30 Metern in Südost-Nordwestrichtung durch das Bergmassiv über den Berg Ochsenkopf zieht.

## Verwendung
Schon im Frühmittelalter wurde Proterobas dort abgebaut und zu Glasknöpfen und Hohlgläsern verarbeitet. Bei archäologischen Ausgrabungen 2004 wurde festgestellt, dass das Steinmaterial ab Mitte des 17. Jahrhunderts in Knopfglashütten geschmolzen wurde und zu schwarzem Glas und in Folge zu Glasknöpfen und Glasperlen verarbeitet wurde. Wissenschaftliche Untersuchungen der Universität Bayreuth dauern noch an. In Bischofsgrün wurden im späten 17. Jahrhundert die sogenannten Ochsenkopfgläser gefertigt.
Als Naturstein wurde es vor allem für Grabsteine und Denkmale, Brunnen und Treppen- und Bodenbeläge sowie Pflaster bis in die 1950er Jahre verwendet. Proterobas ist wie Granit verwitterungsbeständig und kann poliert werden. Dieser Naturstein wurde an der Treppe des Gerichtsgebäudes und für Brunnen in Würzburg sowie im Vestibül des Reichstagsgebäudes in Berlin verwendet.
Im Dritten Reich war Proterobas ein Gestein, das von Arno Breker, Fritz Klimsch, Josef Thorak und Artur Sansoni für Steinbildhauerarbeiten bevorzugt verwendet wurde, da es ein granitartiges Erscheinungsbild zeigt, sich aber wegen der geringeren Härte leichter als die Granite bearbeiten lässt.